# Tepoztecatl

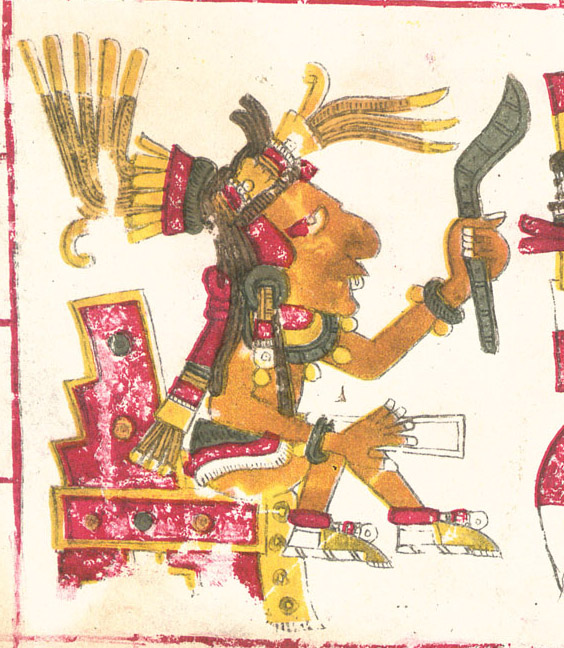
Tepoztecatl im Codex Borgia

Tepoztecatl (auch Tezcatzontecatl, Strohbedeckter Spiegel) war in der aztekischen Mythologie der Gott des Pulque, der Trunkenheit und der Fruchtbarkeit.

## Mythologie
Tepoztecatl galt als einer der vierhundert Söhne Mayahuels, die die Agavenpflanze, aus der der alkoholhaltige Pulque hergestellt wurde, verkörperte. Als sein Vater wird Pantecatl genannt. Berichten zufolge wurde der oberste der vierhundert Pulquegötter, Ome Tochtli (Zwei Kaninchen) mit Tepoztecatl synonym betrachtet. Andernorts wird zwischen beiden unterschieden. Den Pulquegöttern war das Kaninchen zugeordnet, dass seinerseits mit dem Mond in Verbindung gebracht wurde. Die verschiedenen Grade der Trunkenheit wurden nach den Namen von Pulquegöttern bezeichnet. So galt „vierhundert Kaninchen“ als absolute Volltrunkenheit, „fünfzehn bis zwanzig Kaninchen“ bezeichnete einen leichten Schwips. Als Pulquegott war Tepoztecatl auch mit Fruchtbarkeitsriten und dem Mond assoziiert. Er wurde mit nach oben zeigender Nase dargestellt und mit einem Gesicht, dessen eine Hälfte rot, die andere schwarz gefärbt war. In Tepoztlan (heute im mexikanischen Bundesstaat Morelos) wurde Tepoztecatl als Stammesgott verehrt.

## Archäologie
In Tepoztlan befindet sich die Pyramide von Tepozteco, auch El Tepozteco genannt. Sie wurde um 1250 im Stammesgebiet der Xochimilca, eines Nahua-Stammes errichtet, das sich seit etwa 1200 n. Chr. im Tal von Tepoztlan angesiedelt hatte. Die Pyramide und der darauf errichtete Tempel waren Tepoztecatl geweiht. Nach der Eroberung der Region durch die Azteken wurde die Pyramide erweitert, zuletzt 1452, und der Kult um den Pulquegott fortgeführt. In den Wohnbereichen nahe dem Tempel lebten Priester, die die Rituale zu Ehren des Gottes ausführten. Seine Statue wurde im 16. Jahrhundert durch den Dominikaner Domingo de la Anunciacion zerstört. Bis zu seiner Zerstörung war der Ort das Ziel von Pilgern, die teils von weit her kamen, sogar aus Chiapas und Guatemala.